# (37213) 2000 WD127
2000 WD127 (asteroide 37213) é um asteroide da cintura principal. Possui uma excentricidade de 0.10051530 e uma inclinação de 10.40228º.
Este asteroide foi descoberto no dia 17 de novembro de 2000 por Spacewatch em Kitt Peak.